# محمد سقایی
محمد سقایی (زادهٔ ۱۳۲۸ در استهبان) نمایندهٔ حوزهٔ انتخابیهٔ استهبان و نی ریز در دورهٔ پنجم، ششم، هشتم و نهم مجلس شورای اسلامی بوده‌است. وی پیش‌تر مدیرکل راه و ترابری منطقه جنوب و استانهای فارس و مازندران بوده است. وى نامزد انتخاباتى مجلس يازدهم در حوزه انتخابيه نى ريز و استهبان نيز بود كه حائز اكثريت آراء براى ورود به مجلس نگرديد.